# Инкафи (Верона)
Инкафи је насеље у Италији у округу Верона, региону Венето.
Према процени из 2011. у насељу је живело 118 становника. Насеље се налази на надморској висини од 290 м.